# Opera Nazionale Lettone
L'Opera Nazionale Lettone (Latvijas Nacionālā opera un balets, abbreviata in LNOB) è il principale teatro della città di Riga, la capitale della Lettonia. Attorno all'edificio si estende un parco.
Il teatro è la sede dell'Opera e del Balletto Nazionale. La compagnia stabile si formò poco dopo l'indipendenza della nazione, nel 1918, e due anni più tardi vi si creò la compagnia di danza, tutt'oggi l'unica compagnia professionistica della nazione.

## Storia
Progettato dall'architetto Ludwig Bohnstedt, aprì i battenti nel 1863 con il nome di Teatro Tedesco di Riga. Distrutto da un incendio nel 1882, venne ricostruito sulla base del progetto originario da Reinholds Schmaeling: i lavori terminarono nel 1887.
Negli anni settanta del Novecento il teatro, che nel frattempo aveva subito diversi lavori di ammodernamento, necessitava di una seria ristrutturazione e nel 1990, sotto il progetto di Imants Jākobsons, proseguito poi da Juris Gertmanis causa morte di Jākobsons nel 1993, il teatro venne riprogettato e riaperto nel 1995. Un ulteriore complesso annesso, capace di accogliere uffici e una sala da 300 posti, è stato completato nel 2001.
Dal 2003 al 2007 è stata diretta da Andris Nelsons.